# 헬런 밀러드
헬런 밀러드(Helene Millard, 1905년 9월 30일 ~ 1974년 9월 20일)는 미국의 텔레비전 배우, 영화배우이다.

## 영화
- 챔프 (1953년)
- 비스킷 이터 (1940년)
- 여자들 (1939년)
- 마리 앙투아네트 (1938년)
- 이혼녀 (1930년)
- 데어 원 디자이어 (1929년)